# Josh Henderson (rugbista)
Josh Henderson (Kirkcaldy, Escocia, 2 de julio de 1997) es un jugador profesional escocés de rugby que se desempeña en la posición de apertura en San Diego Legion, equipo perteneciente a la liga Major League Rugby.

## Carrera
En 2021, Henderson se unió al equipo San Diego Legion, con el cual disputa su tercera temporada en la Major League Rugby. También fue parte de la Selección juvenil de rugby de Escocia.